# Goran Pandev
Goran Pandev (en macédonien : Горан Пандев), né le 27 juillet 1983 à Strumica en Yougoslavie (aujourd'hui en Macédoine du Nord), est un ancien footballeur international macédonien qui évoluait au poste d'attaquant. Depuis février 2019, il possède également la nationalité italienne.
Avec plus d'une centaine de sélections et trente-huit buts marqués, il est le joueur le plus capé ainsi que le meilleur buteur de l'histoire de la sélection de Macédoine du Nord. Le 13 juin 2021, il devient le premier buteur de l'histoire de la sélection macédonienne en phase finale d'une compétition internationale, en égalisant contre l'Autriche pour le premier match du Groupe C de l'Euro 2020.

## Biographie

### Débuts et formation
Goran Pandev est né le 27 juillet 1983 à Strumica en Yougoslavie (aujourd'hui en Macédoine du Nord). Il rejoint le centre de formation du club de sa ville de naissance le FK Belasica. Au sein de ce club il dispute une saison avec en première division lors de la saison 2000-2001. À l'issue de cette saison il a disputé 18 matchs et marqué 6 buts pour son club.

### Arrivée en Italie et premières saisons
À la suite de cette première saison avec les professionnels, Goran Pandev est repéré par le club italien de l'Inter Milan. Il rejoint le club à 18 ans pour un montant estimé à 250 000 €. Pour sa première saison en Italie il ne dispute pas le moindre match avec son club. Pour sa deuxième saison en Italie, il est prêté en Serie C1 au sein du Spezia Calcio pour gagner du temps de jeu. Durant cette saison, Goran Pandev dispute son premier match en Italie et termine la saison avec 4 bus pour 23 matchs disputés.
La saison suivante Goran Pandev est de nouveau prêté, mais cette fois-ci en Serie A au sein du club d'Ancône Calcio. La saison 2003-2004 sera sa première saison au haut niveau en Italie. Pour cette première saison en Serie A il va jouer 20 matchs et marquer un seul but.

### Lazio Rome
En 2004, il signe à la Lazio Rome, équipe de Serie A. Il fait ses débuts avec son nouveau club lors d'un match de la Coupe UEFA 2004-2005. La Lazio est alors en déplacement en Ukraine sur le terrain du Metalurh Donetsk, Goran Pandev rentre en jeu à la 82e minute de jeu et marque son premier but sous ses nouvelles couleurs trois minutes après. Moins d'une semaine plus tard, il est titulaire avec la Lazio dans son opposition contre Brescia Calcio. Il termine cette première saison avec la Lazio Rome en ayant disputé, toutes compétitions confondues, 30 matchs et marqué 4 buts.
Après une première saison réussie sous ses nouvelles couleurs il commence la saison 2005-2006 sous de belles perspectives. Pour cette première saison dans la peau d'un titulaire il dispute 35 matchs en championnat et marque 11 buts ce qui établit son nouveau record personnel de buts sur une saison. Cependant cette belle saison d'un point de vue personnel est gâchée par une décision de justice qui retire 30 points à son équipe dans le cadre du Calciopoli.
La saison 2006-2007 sera une réussite pour Goran Pandev d'un point de vue individuel avec 39 matchs disputés, toutes compétitions confondues, et 14 buts marqués. D'un point de vue collectif la saison est aussi une réussite car la Lazio Rome termine à la troisième place en championnat et se qualifie pour le tour préliminaire de la Ligue des champions de l'édition 2007-2008.
Goran Pandev dispute son premier match de Ligue des champions au Stadio Olimpico contre les Roumains du Dinamo Bucarest. À l'issue de la double opposition durant laquelle il marque un but son club se qualifie pour la phase de groupe. Lors de cette phase de groupe Goran Pandev disputera cinq rencontres sur les six possibles et marquera quatre buts dont notamment un doublé à domicile contre le Real Madrid. Malgré de bonnes performances personnelles la Lazio termine à la dernière place de son groupe et est éliminé de la compétition. En championnat la saison 2007-2008 est réussi pour Goran Pandev qui va marquer 14 buts pour 32 matchs disputer. Cette saison est encore aujourd'hui (en 2020) la saison la plus prolifique d'un point de vue personnel pour lui. Cependant, d'un point de vue collectif la saison est un échec car la Lazio termine à la 12e place.
La saison suivante est marquée par le premier titre collectif de Goran Pandev. Il remporte avec son club la première Coupe d'Italie de sa carrière. Cette édition de la Coupe est une réussite pour lui car il termine meilleur buteur de la compétition en marquant six buts en six oppositions. Il dispute notamment les 72 premières minutes de la finale. En championnat, il va disputer 31 matchs et marquer 9 buts ce qui permet à son équipe de terminer à la 10e place.
En 2009, le joueur est mis à l'écart par les dirigeants de la Lazio car il ne souhaite pas prolonger son contrat après juin 2010. Ne supportant pas cette situation, il demande la rupture immédiate de son contrat auprès du Collège arbitral de la Ligue italienne de football. Le 23 décembre 2009, il obtient gain de cause et est donc libéré de tout engagement. Il est courtisé par de nombreux grands clubs d'Europe comme l'AC Milan, la Juventus ou encore Chelsea FC.

### Retour à l'Inter Milan

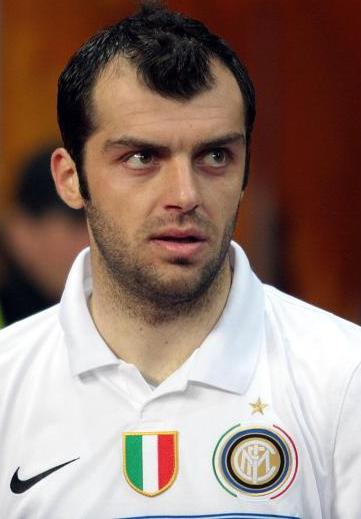
Goran Pandev en 2010 sous le maillot de l'Inter Milan.

Le 4 janvier 2010, Goran Pandev retourne à l'Inter Milan et s'engage pour quatre ans, il portera le numéro 27. Il disputera les six derniers mois de la saison avec son nouveau club. Dès le 6 janvier 2010 il est titulaire avec sa nouvelle équipe et dispute le match contre le Chievo Vérone. Pour ce déplacement à Vérone, il dispute les 67 premières minutes du match avec son équipe et participe à la victoire 1-0 de l'Inter. Ces six mois avec son club sont couronnés de succès, car il remporte son premier Scudetto en terminant avec son club à la première place en championnat deux point devant l'AS Rome. Il aura participé à ce titre en disputant 19 matchs et en marquant 3 buts. En particiapnt à deux matchs il participe aussi au titre de son équipe en Coupe d'Italie 2009-2010. Il aide son équipe à réaliser un triplé historique en participant à six matchs de la Ligue des champions 2009-2010. Il dispute notamment la finale au stade Santiago-Bernabéu à Madrid. Goran Pandev aide son club à remporter un quintuplé en remportant la Supercoupe d'Italie 2010 match durant lequel il marque le but de l'égalisation. Il participe ensuite à la Coupe du monde des clubs 2010, compétition durant laquelle il inscrit un but en finale.
La saison suivante sera encore moins prolifique en championnat où Goran Pandev ne marque que 2 buts en disputant 27 matchs. Cependant, d'un point de vue collectif la saison est réussie car son club termine à la deuxième place, six points derrière l'éternel rival l'AC Milan. L'Inter remporte de nouveau la Coupe d'Ialie dans son édition 2010-2011 en remportant la finale contre l'US Palerme. Le 15 mars 2011, Pandev marque un but important, à la 88e minute de jeu, sur une passe du Camerounais Samuel Eto'o. Ce but marqua notamment la qualification du club milanais dans les quarts de finale en Ligue des champions UEFA où ils se feront éliminer par les Allemands de Schalke 04.
Ce retour à l'Inter Milan est une réussite d'un point de vue collectif pour Goran Pandev car en un an et demi il aura remporté pas moins de sept titres.

### Départ au SSC Naples
Le 26 août 2011, Goran Pandev est prêté au SSC Naples par l'Inter Milan Pour cette saison en Campanie, il dispute 30 matchs championnat et il marque 6 buts. La saison est dévevante pour les Napolitains qui terminent cinquièmes à seulement trois points du podium. Cependant, Goran Pandev et Naples remportent un titre avec une victoire en finale de la Coupe d'Italie 2011-2012 contre la Juventus.
À la fin de l'année 2012, le club l'acquiert définitivement après une bonne saison, pour un montant de 7,5 millions d'euros et un contrat de trois ans. La saison suivante, Goran Pandev marque 6 buts en 33 matchs de championnat et permet à son équipe de terminer à la deuxième place.
Pour la saison 2013-2014, Goran Pandev permet à Naples de terminer à la troisième place en marquant 7 buts pour 29 matchs joués. De même il aide son club à remporter une nouvelle Coupe d'Italie, sa cinquième.

### Une saison en Turquie
Le 31 août 2014, il est transféré du SSC Naples au Galatasaray SK, avec son partenaire Blerim Džemaili, pour un montant avoisinant les 3 millions d'euros.Pour son unique saison en Turquie, Goran Pandev va disputer quatre matchs de championnat et gagner le titre avec son club. De même, le club istanbuliote va remporter la Coupe de Turquie de football. Dans cette compétition, il va jouer dix matchs et marquer sept buts. Cette saison en Turquie est un échec personnel pour Goran Pandev car il n'aura disputé que 17 matchs sur les 48 possibles.

### Retour en Italie au Genoa
Le 7 juillet 2015, il retourne en Serie A au Genoa. Goran Pandev dispute son premier match officiel avec son nouveau club dès le 23 août 2015 lors d'une rencontre à l'extérieur contre l'US Palerme. Pour sa première saison à Gênes, il dispute quinze matchs de championnat mais n'arrive pas à marquer de but.
Goran Pandev marque son premier but avec le Genoa, le 12 août 2016, lors d'un match de Coupe d'Italie contre l'US Lecce et permet à son équipe de passer au tour suivant. Il marque son premier but en championnat le 15 avril 2017 lors d'une rencontre à domicile contre la SS Lazio alors qu'il était rentrée en jeu à la 61e minute. À l'issue de sa deuxième saison au Genoa, Goran Pandev a disputé 23 matchs toutes compétitions confondues et a marqué 7 buts.

### Dernière pige au Parme Calcio
Le 31 janvier 2022, juste avant la fermeture du mercato, le club de Parme Calcio annonce la signature de Pandev pour 6 mois. Il annonce à la presse italienne que ce sera son dernier club avant de raccrocher les crampons. 

### Carrière internationale
Le 6 juin 2001, Goran Pandev rentre en jeu, et connait sa première sélection, durant un match de l'équipe de Macédoine en rentrant en jeu à la 66e minute à la place de Argjend Beqiri. Ce match est une opposition contre la Turquie dans le cadre des éliminatoires pour la Coupe du Monde 2002 et le match se termine sur le score de 3 partout.
Goran Pandev marque son premier but pour la Macédoine durant un match amical contre l'équipe de Malte.
Lors de la première Ligue des nations de l'UEFA, la Macédoine est dans la ligue D, Goran Pandev a marqué à deux reprises face à l'Arménie et face au Liechtenstein (victoires 2-0 et 4-0), contribuant ainsi à la montée de son équipe nationale en Ligue C.

#### Euro 2020
Goran Pandev participe à la campagne de qualification pour l'Euro 2020 avec sa sélection. Lors de ces éliminatoires il marque un but lors de la rencontre à l'extérieur contre la Lettonie et permet à son équipe de gagner le match sur le score de 2 à 0. Il termine avec son équipe à la troisième place de leur groupe. Cependant, la Macédoine du Nord n'est pas éliminée de la course à la qualification pour l'Euro 2020 car ils ont terminé premier de leur groupe de la Ligue des nations 2018-2019.
Lors de la finale de barrage pour la qualification à l’Euro 2020, il marque le seul but du match pour une victoire 1-0 en Géorgie et qualifie son pays pour la première phase finale d’une compétition internationale de son histoire.
Lors de la phase finale de l'Euro 2020, qui se déroule en 2021, il marque un but lors du match d'ouverture contre l'Autriche et devient le premier buteur de l'histoire de la Macédoine du Nord lors de la phase finale d'une grande compétition. En marquant ce but, il devient aussi le deuxième plus vieux buteur de l'histoire du Championnat d'Europe de football.
Le 19 juin, à deux jours du dernier match de son pays contre les Pays-Bas en phase de groupes de l'Euro 2020, il annonce mettre un terme à sa carrière internationale. Lors de ce match, perdu 3 buts à 0, il est remplacé à la 68e minute de jeu par Tihomir Kostadinov, salué par tout le stade.

## Style de jeu
C'est un joueur polyvalent - il peut en effet jouer indifféremment en tant que milieu ou attaquant -, doté d'un très bon sens du dribble et d'une technique excellente. 

## Statistiques
| Saison                | Club                  | Championnat           | Championnat | Championnat | Championnat | Coupe(s) nationale(s) | Coupe(s) nationale(s) | Coupe(s) nationale(s) | Supercoupe | Supercoupe | Supercoupe | Compétition(s) continentale(s) | Compétition(s) continentale(s) | Compétition(s) continentale(s) | Compétition(s) continentale(s) | Supercoupe UEFA | Supercoupe UEFA | Supercoupe UEFA | Mondial des clubs | Mondial des clubs | Mondial des clubs | Macédoine du Nord | Macédoine du Nord | Macédoine du Nord | Total | Total | Total |
| Saison                | Club                  | Division              | M.          | B.          | P.d.        | M.                    | B.                    | P.d.                  | M.         | B.         | P.d.       | Comp.                          | M.                             | B.                             | P.d.                           | M.              | B.              | P.d.            | M.                | B.                | P.d.              | M.                | B.                | P.d.              | M.    | B.    | P.d.  |
| 2000-2001             | Belasica              | Prva Liga             | 18          | 6           | -           | -                     | -                     | -                     | -          | -          | -          | -                              | -                              | -                              | -                              | -               | -               | -               | -                 | -                 | -                 | 1                 | 0                 | 0                 | 19    | 6     | 0     |
| 2001-2002             | Inter Milan           | Serie A               | 0           | 0           | 0           | -                     | -                     | -                     | -          | -          | -          | -                              | -                              | -                              | -                              | -               | -               | -               | -                 | -                 | -                 | -                 | -                 | -                 | 0     | 0     | 0     |
| 2002-2003             | Spezia (prêt)         | Serie C1              | 22          | 4           | -           | 1                     | 0                     | -                     | -          | -          | -          | -                              | -                              | -                              | -                              | -               | -               | -               | -                 | -                 | -                 | 5                 | 1                 | 0                 | 28    | 5     | 0     |
| 2003-2004             | Ancône (prêt)         | Serie A               | 20          | 1           | 3           | 1                     | 0                     | 0                     | -          | -          | -          | -                              | -                              | -                              | -                              | -               | -               | -               | -                 | -                 | -                 | 6                 | 3                 | 0                 | 27    | 4     | 3     |
| 2004-2005             | Lazio Rome            | Serie A               | 25          | 3           | 3           | 1                     | 0                     | 0                     | -          | -          | -          | C3                             | 4                              | 1                              | 0                              | -               | -               | -               | -                 | -                 | -                 | 8                 | 5                 | 0                 | 38    | 9     | 3     |
| 2005-2006             | Lazio Rome            | Serie A               | 35          | 11          | 8           | 3                     | 1                     | 0                     | -          | -          | -          | C4                             | 3                              | 0                              | 0                              | -               | -               | -               | -                 | -                 | -                 | 5                 | 0                 | 0                 | 46    | 12    | 8     |
| 2006-2007             | Lazio Rome            | Serie A               | 36          | 11          | 4           | 3                     | 3                     | 0                     | -          | -          | -          | -                              | -                              | -                              | -                              | -               | -               | -               | -                 | -                 | -                 | 7                 | 1                 | 1                 | 46    | 15    | 5     |
| 2007-2008             | Lazio Rome            | Serie A               | 32          | 14          | 3           | 5                     | 0                     | 0                     | -          | -          | -          | C1                             | 7                              | 5                              | 1                              | -               | -               | -               | -                 | -                 | -                 | 5                 | 1                 | 2                 | 49    | 20    | 6     |
| 2008-2009             | Lazio Rome            | Serie A               | 31          | 9           | 1           | 6                     | 6                     | 0                     | -          | -          | -          | -                              | -                              | -                              | -                              | -               | -               | -               | -                 | -                 | -                 | 9                 | 4                 | 1                 | 46    | 19    | 2     |
| 2009-2010             | Lazio Rome            | Serie A               | 0           | 0           | 0           | -                     | -                     | -                     | -          | -          | -          | -                              | -                              | -                              | -                              | -               | -               | -               | -                 | -                 | -                 | 6                 | 7                 | 1                 | 6     | 7     | 1     |
| Sous-total            | Sous-total            | Sous-total            | 159         | 48          | 19          | 18                    | 10                    | 0                     | -          | -          | -          | -                              | 14                             | 6                              | 1                              | -               | -               | -               | -                 | -                 | -                 | 40                | 18                | 5                 | 231   | 82    | 25    |
| 2010                  | Inter Milan           | Serie A               | 19          | 3           | 4           | 2                     | 0                     | 0                     | -          | -          | -          | C1                             | 6                              | 0                              | 0                              | -               | -               | -               | -                 | -                 | -                 | 1                 | 1                 | 0                 | 28    | 4     | 4     |
| 2010-2011             | Inter Milan           | Serie A               | 27          | 2           | 3           | 3                     | 0                     | 1                     | 1          | 1          | 0          | C1                             | 7                              | 1                              | 3                              | 1               | 0               | 0               | 2                 | 1                 | 0                 | 7                 | 1                 | 2                 | 48    | 6     | 9     |
| Sous-total            | Sous-total            | Sous-total            | 46          | 5           | 7           | 5                     | 0                     | 1                     | 1          | 1          | 0          | -                              | 13                             | 1                              | 3                              | 1               | 0               | 0               | 2                 | 1                 | 0                 | 8                 | 2                 | 2                 | 76    | 10    | 13    |
| 2011-2012             | SSC Naples (prêt)     | Serie A               | 30          | 6           | 4           | 5                     | 1                     | 1                     | -          | -          | -          | C1                             | 7                              | 0                              | 0                              | -               | -               | -               | -                 | -                 | -                 | 4                 | 0                 | 1                 | 46    | 7     | 6     |
| 2012-2013             | SSC Naples            | Serie A               | 33          | 6           | 8           | 1                     | 0                     | 0                     | 1          | 1          | 0          | C3                             | 6                              | 0                              | 0                              | -               | -               | -               | -                 | -                 | -                 | 7                 | 2                 | 0                 | 48    | 9     | 8     |
| 2013-2014             | SSC Naples            | Serie A               | 29          | 7           | 4           | 3                     | 0                     | 0                     | -          | -          | -          | C1+C3                          | 5+4                            | 0+1                            | 0                              | -               | -               | -               | -                 | -                 | -                 | 4                 | 0                 | 1                 | 45    | 8     | 5     |
| Sous-total            | Sous-total            | Sous-total            | 92          | 19          | 16          | 9                     | 1                     | 1                     | 1          | 1          | 0          | -                              | 22                             | 1                              | 0                              | -               | -               | -               | -                 | -                 | -                 | 15                | 2                 | 2                 | 139   | 24    | 19    |
| 2014-2015             | Galatasaray           | Süper Lig             | 4           | 0           | 0           | 10                    | 7                     | 1                     | -          | -          | -          | C1                             | 3                              | 0                              | 0                              | -               | -               | -               | -                 | -                 | -                 | -                 | -                 | -                 | 17    | 7     | 1     |
| 2015-2016             | Genoa CFC             | Serie A               | 15          | 0           | 0           | 1                     | 0                     | 0                     | -          | -          | -          | -                              | -                              | -                              | -                              | -               | -               | -               | -                 | -                 | -                 | 4                 | 1                 | 0                 | 20    | 1     | 0     |
| 2016-2017             | Genoa CFC             | Serie A               | 20          | 3           | 0           | 3                     | 4                     | 1                     | -          | -          | -          | -                              | -                              | -                              | -                              | -               | -               | -               | -                 | -                 | -                 | 8                 | 2                 | 2                 | 31    | 9     | 3     |
| 2017-2018             | Genoa CFC             | Serie A               | 32          | 5           | 1           | 1                     | 0                     | 0                     | -          | -          | -          | -                              | -                              | -                              | -                              | -               | -               | -               | -                 | -                 | -                 | 7                 | 2                 | 2                 | 40    | 7     | 3     |
| 2018-2019             | Genoa CFC             | Serie A               | 26          | 4           | 2           | 2                     | 0                     | 0                     | -          | -          | -          | -                              | -                              | -                              | -                              | -               | -               | -               | -                 | -                 | -                 | 9                 | 2                 | 3                 | 37    | 6     | 5     |
| 2019-2020             | Genoa CFC             | Serie A               | 34          | 9           | 1           | 1                     | 0                     | 0                     | -          | -          | -          | -                              | -                              | -                              | -                              | -               | -               | -               | -                 | -                 | -                 | 5                 | 1                 | 1                 | 40    | 10    | 2     |
| 2020-2021             | Genoa CFC             | Serie A               | 29          | 7           | 3           | 1                     | 0                     | 0                     | -          | -          | -          | -                              | -                              | -                              | -                              | -               | -               | -               | -                 | -                 | -                 | 8                 | 2                 | 1                 | 38    | 9     | 4     |
| 2021-2022             | Genoa CFC             | Serie A               | 20          | 0           | 1           | 2                     | 0                     | 0                     | -          | -          | -          | -                              | -                              | -                              | -                              | -               | -               | -               | -                 | -                 | -                 | -                 | -                 | -                 | 22    | 0     | 1     |
| Sous-total            | Sous-total            | Sous-total            | 176         | 28          | 10          | 11                    | 4                     | 2                     | -          | -          | -          | -                              | -                              | -                              | -                              | -               | -               | -               | -                 | -                 | -                 | 41                | 10                | 9                 | 228   | 42    | 21    |
| 2022                  | Parme Calcio          | Serie B               | 11          | 1           | 1           | 0                     | 0                     | 0                     | -          | -          | -          | -                              | -                              | -                              | -                              | -               | -               | -               | -                 | -                 | -                 | -                 | -                 | -                 | 11    | 1     | 1     |
| Total sur la carrière | Total sur la carrière | Total sur la carrière | 641         | 111         | 32          | 54                    | 22                    | 4                     | 3          | 2          | 0          | -                              | 52                             | 8                              | 4                              | 1               | 0               | 0               | 2                 | 1                 | 0                 | 116               | 36                | 18                | 869   | 180   | 58    |

## Vie privée
En février 2019, alors qu'il joue au Genoa CFC, Goran Pandev obtient la nationalité italienne à Naples après presque 18 ans de présence en Italie
,.
Lors de la crise de Covid-19, il donne le maillot qu'il a porté lors de sa 110e sélection avec la Macédoine du Nord.

### Akademija Pandev
En 2010, il fonde son propre club basé en Macédoine dans sa ville natale, à Strumica, l'Akademija Pandev. Le club est d'abord une académie pour les jeunes joueurs. Pour la saison 2014-2015, le club décide d'inscrire une équipe sénior qui démarre en quatrième division macédonienne. À l'issue de la saison 2016-2017, l'Akademija Pandev remporte la deuxième division de Macédoine du Nord et monte pour la première fois de son histoire en première division pour la saison 2017-2018.
L'Akademija Pandev remporte la Coupe de Macédoine du Nord en 2019 et se qualifie pour la première fois de son histoire en Ligue Europa pour la saison 2019-2020.

## Palmarès
| Lazio - Coupe d'Italie (1) : - Vainqueur : 2008-09. |  | Inter Milan - Ligue des champions (1) : - Vainqueur : 2009-10. - Coupe du monde des clubs (1) : - Vainqueur : 2010. - Supercoupe de l'UEFA : - Finaliste : 2010. - Championnat d'Italie (1) : - Champion : 2009-10. - Vice-champion : 2010-11. - Coupe d'Italie (2) : - Vainqueur : 2009-10 et 2010-11. - Supercoupe d'Italie (1) : - Vainqueur : 2010. - Finaliste : 2011. |  | SSC Naples - Coupe d'Italie (2) : - Vainqueur : 2012 et 2014. |  | Galatasaray - Championnat de Turquie (1) - Champion : 2015 - Coupe de Turquie (1) : - Vainqueur : 2015. |